# 山浦久司

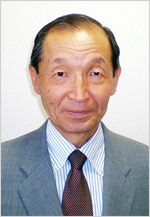
会計検査院より公表された肖像写真

山浦 久司（やまうら ひさし、1948年5月11日 - ）は、日本の会計学者。専門は監査論。商学博士（一橋大学）。明治大学名誉教授。明治大学教授・会計検査院長・会計検査院顧問・日本監査研究学会会長・日本公認会計士協会監事などを歴任。

## 来歴・人物
- 1948年、福岡県大川市生まれ[1]。
- 1967年、佐賀県立佐賀西高等学校卒業[1]。
- 1971年、長崎大学経済学部卒業後、一橋大学大学院商学研究科修士課程（番場嘉一郎ゼミ）[2]、一橋大学大学院商学研究科博士課程（中村忠ゼミ）を修了。
- 1976年、千葉商科大学専任講師に任用され、その後1979年に助教授に昇格。簿記原理・会計監査論の授業を担当する（1989年まで）。
- 1985年、千葉大学法経学部助教授・1991年に同大学教授となる。1989年から1990年にかけて、海外留学（イギリス）している。
- 1994年には、著書『英国株式会社会計制度論』で一橋大学から商学博士の学位を授与される。
- 1995年から1997年にかけて、国税庁税理士試験委員（簿記論担当）、2000年から2003年にかけて、金融庁公認会計士2次試験委員（監査論担当）を歴任する。
- 1997年に明治大学経営学部教授に就任、学部・大学院で会計学・会計監査論の講義・演習を担当する傍ら、2005年に新設された会計専門職大学院の創設に関わり、初代研究科長を勤めた（2008年2月まで）。
- また企業会計審議会においては監査部会長を歴任し、監査基準の2度に亘る改訂作業に携わる。
- 2008年2月、検査官に任命され、明治大学を辞職する。
- 2012年11月24日に会計検査院長の重松博之が定年で退任したが、衆議院が解散してしまっていたため国会の同意が必要な院長が当分の間空席になることに伴い、翌日より院長代行に就任[3]。2013年3月11日に会計検査院長に就任。5月10日に定年退官。会計検査院顧問に就任。
- 2013年9月、明治大学会計専門職大学院会計研究科教授に復職。
- 2018年11月、秋の叙勲で瑞宝重光章を受章。
- 2019年3月、明治大学会計専門職大学院会計研究科教授を退任[4]。
- 退任後、明治大学名誉教授、日本公認会計士協会監事[1]。

## 著書
- 『英国株式会社会計制度論』（単著。1993年。白桃書房）
- 『体系演習上級簿記』（単著。1994年。白桃書房）
- 『初級簿記の知識』（大倉学と共著。1996年。日本経済新聞社。第3版、2006年）
- 『会計監査論』（単著。1999年。中央経済社。第5版、2008年）
- 『ガイダンス企業会計入門』（廣本敏郎と編著。2000年。白桃書房）
- 『会計士情報保証論』（編著。2000年。中央経済社）
- 『監査の新世紀』（単著。2001年。税務経理協会）
- 『公認会計士監査』（児嶋隆・小澤康裕と共訳。2001年。白桃書房）
- 『監査論テキスト』（単著。2006年。中央経済社。第9版、2024年）
- 『逐条解説 四半期会計・レビュー基準』（新井武広と編著。中央経済社。2008年）
- 『琴海の嵐 -幕末大村藩剣客、渡辺昇伝-』（単著。2023年。文芸社）

## 門下生（研究者として活躍している者）
- 永見尊：慶應義塾大学商学部教授
- 小澤康裕：立教大学経済学部准教授
- 金子友裕：東洋大学経営学部教授